# Sphaeroma tomentosum
Sphaeroma tomentosum là một loài chân đều trong họ Sphaeromatidae. Loài này được Guerin-Meneville miêu tả khoa học năm 1844.